# John Taylor Gatto
John Taylor Gatto (15. prosince 1935, Monongahela, Pensylvánie, USA – 25. října 2018, New York, New York) byl americký autor a učitel, který učil téměř 30 let. Věnoval velkou část své energie učitelské kariéře a poté, co rezignoval, napsal několik knih, kde kritizoval moderní vzdělávání.
Byl jmenován New York City Teacher of the Year v letech 1989, 1990, a 1991, a také byl jmenován New York State Teacher of the Year v roce 1991.

## Hlavní teze
Ve své práci Dumbing Us Down: The Hidden Curriculum of Compulsory Schooling vydané v roku 1992 představuje co si myslí, že moderní škola způsobuje dětem:
1. Mate studenty. Představuje nesouvislý soubor informací, který si studenti musí zapamatovat, aby zůstali ve škole. Student tedy vidí a slyší něco, jen aby to znovu zapomněl.
2. Učí je, aby přijali svou třídní příslušnost.
3. Dělá je lhostejnými
4. Dělá je emočně závislými
5. Dělá je intelektuálně závislými
6. Učí je to druh sebevědomí, u kterého potřebují být neustále ujišťováni experty (prozatímní sebeúcta)
7. Jasně jim říká že se nemohou schovat, protože jsou vždy sledováni.